# Hellmuth Volkmann

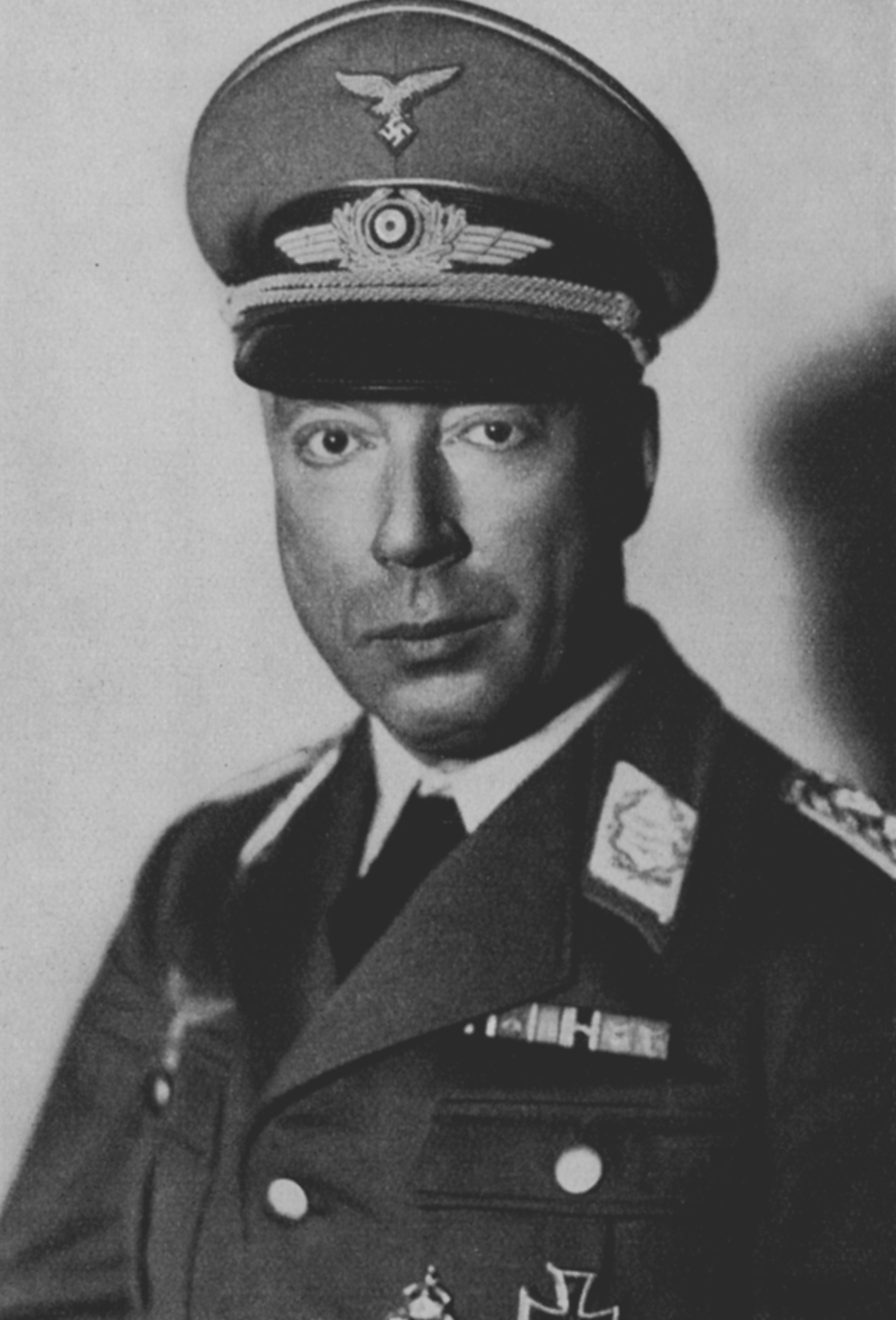
Hellmuth Volkmann

Hellmuth Volkmann (* 28. Februar 1889 in Diedenhofen, Reichsland Elsaß-Lothringen; † 21. August 1940 in Berlin-Gatow) war ein deutscher General der Infanterie im Zweiten Weltkrieg.

## Leben

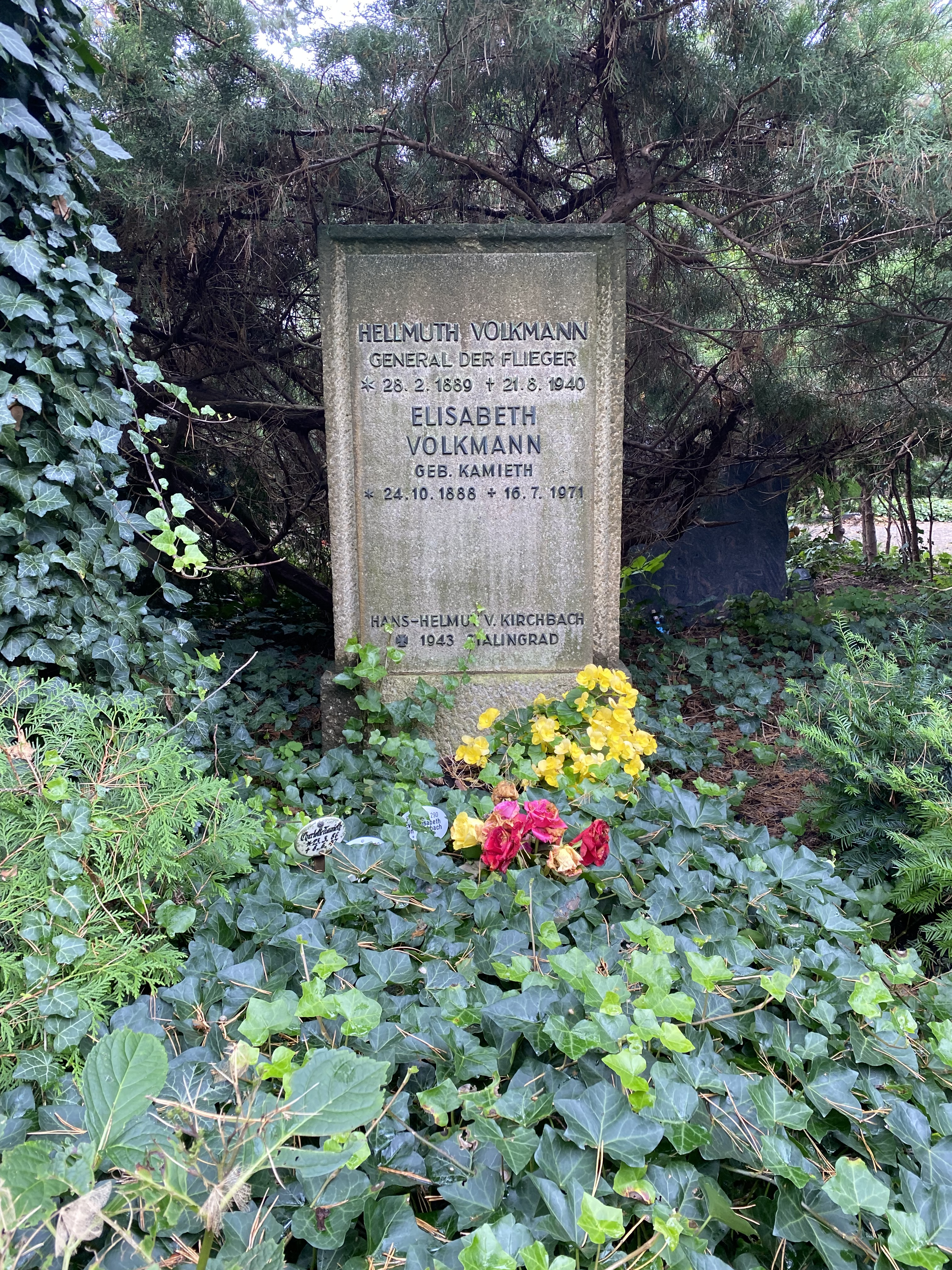
Grabstätte (Feld 007-290)

Nach dem Besuch des Kadettenkorps wurde Volkmann am 18. März 1907 als charakterisierter Fähnrich dem Badischen Pionier-Bataillon Nr. 14 der Preußischen Armee überwiesen. Er avancierte bis Mitte August 1908 zum Leutnant und absolvierte zur weiteren Ausbildung von Oktober 1910 bis August 1912 die Militärtechnische Akademie. Im Ersten Weltkrieg diente er bei der Fliegertruppe, stieg bis Ende November 1917 zum Hauptmann auf und erhielt für sein Wirken neben beiden Klassen des Eisernen Kreuzes das Ritterkreuz II. Klasse des Ordens vom Zähringer Löwen mit Schwertern, das Lippische Kriegsverdienstkreuz sowie das Verwundetenabzeichen in Schwarz.
Nach Kriegsende stand Volkmann zunächst zur Verfügung der Generalinspektion des Ingenieur- und Pionierkorps und der Festungen, schloss sich einem Freikorps an und wurde Mitte Juli 1919 als Kompanieführer in die Vorläufige Reichswehr übernommen. Zum 1. Januar 1921 erfolgte seine Ernennung zum Kompaniechef im 14. Infanterie-Regiment. Nach einer Verwendung im Stab der 5. Division in Stuttgart war Volkmann von Oktober 1925 bis September 1929 im Heereswaffenamt in Berlin tätig. Anschließend wurde er unter Beförderung zum Major in den Stab des Artillerieführers II nach Stettin versetzt. Er avancierte Anfang Oktober 1932 zum Oberstleutnant, wurde am 1. April 1933 als Abteilungschef in das Reichswehrministerium versetzt und stieg Anfang Juli 1934 zum Oberst auf. Am 1. Oktober 1936 wurde er Generalmajor und erhielt er am 1. November 1937 den Charakter als Generalleutnant.
Volkmann kommandierte im Spanischen Bürgerkrieg vom 1. November 1937 bis 31. Oktober 1938 die Legion Condor und erhielt am 6. Juni 1939 das Spanienkreuz in Gold mit Schwertern und Brillanten.
Zu Beginn des Zweiten Weltkrieges wurde der General der Flieger in das Heer versetzt und zum General der Infanterie umbenannt. Er führte als Kommandeur die 94. Infanterie-Division im Westfeldzug. Am 4. August 1940 wurde er bei einem Verkehrsunfall schwer verletzt und verstarb gut zwei Wochen später im Lazarett. Er wurde auf dem Waldfriedhof Dahlem in Berlin beigesetzt. Das Grab ist erhalten.

## Schriften
- Befehlstechnik: Winke und Anregungen für ihre Anwendung im Rahmen der Division und des verstärkten Regiments. 2. Auflage. Mittler, Berlin 1938.